# Buzău (řeka)
Buzău (výslovnost [buˈzəw], maďarsky Bodza) je řeka ve východním Rumunsku, pravostranný přítok řeky Siret. Je dlouhá 302 km, díky čemuž je desátou nejdelší rumunskou řekou. Pramení v rumunské části Karpat a patří k úmoří Černého moře. Povodí řeky je 1 190 km². Podle řeky bylo pojmenováno stejnojmenné město a župa, jimiž protéká.

## Přítoky
Mezi nejvýznamnější přítoky řeky Buzău patří Bâsca (81 km), Slănic (73 km), Câlnău (57 km), Valea Boului (53 km), Bâsca Chiojdului (42 km) a Nișcov (40 km).

## Města
Řeka protéká následujícími městy – Întorsura Buzăului, Nehoiu, Pătârlagele a Buzău. U jejího břehu leží také obce Vama Buzăului, Sita Buzăului, Crasna, Siriu, Nehoiașu, Păltineni, Pănătău, Cislău, Viperești, Măgura, Berca, Săpoca, Vernești, Mărăcineni, Săgeata, Găvănești, Banița, Vișani, Câineni-Băi, Grădiștea, Racovița a Latinu.